# Бибулатов, Магомед Хасанович
Магоме́д Хаса́нович Бибула́тов (22 августа 1988 года, Ачхой-Мартан, Чечено-Ингушская АССР, РСФСР, СССР) — российский боец смешанных единоборств чеченского происхождения, бывший чемпион ACA в легчайшем весе, чемпион Франции, 4-кратный чемпион мира по кик-джитсу, двукратный победитель турнира на Кубок ОДКБ по комплексному единоборству, 2-кратный обладатель Кубка России, обладатель Кубка СНГ и Европы, 2-кратный чемпион мира и 5-кратный чемпион России по УКАДО, чемпион Европы и 4-кратный чемпион мира по Кэмпо, лауреат национальной премии «Золотой пояс» в номинации «Выдающийся спортивный результат 2009 года в России».

## Титулы
- Чемпион лиги ACA в легчайшем весе
- Чемпион лиги WFCA в наилегчайшем весе
- Чемпион лиги ACB в легчайшем весе
- Чемпион лиги WSOF в наилегчайшем весе
- Чемпион лиги GEFC в легчайшем весе
- Чемпион лиги WUFC в легчайшем весе

## Таблица выступлений
| Боёв 22  | Побед 19 | Поражений 3 |
| -------- | -------- | ----------- |
| Нокаутом | 5        | 1           |
| Сдачей   | 5        | 0           |
| Решением | 9        | 2           |

| Результат | Рекорд | Соперник                          | Способ                           | Турнир                           | Дата                 | Раунд | Время | Место      | Примечание                                      |  |
| --------- | ------ | --------------------------------- | -------------------------------- | -------------------------------- | -------------------- | ----- | ----- | ---------- | ----------------------------------------------- |  |
| Поражение | 21-4   | Мяхди Байдулаев                   | Болевой (удушение)               | ACA 180: Гаджиев - Гафоров       | 4 октября 2024 года  | 1     | 3:26  | Россия     |                                                 |  |
| Победа    | 21-3   | Томаш Дэк                         | ТКО (удар ногой и добивание)     | ACA 169: Бибулатов — Дэк         | 26 января 2024 года  | 3     | 3:48  | Словакия   |                                                 |  |
| Победа    | 20-3   | Важа Циптаури                     | Единогласное решение             | ACA 161: Гасанов — Абдурахманов  | 11 августа 2023 года | 5     | 5:00  | Грузия     |                                                 |  |
| Победа    | 19-3   | Чарльз Энрике                     | Раздельное решение               | ACA 150: Резников — Кошкин       | 26 марта 2022 года   | 3     | 5:00  | Бразилия   |                                                 |  |
| Поражение | 18-3   | Олег Борисов                      | Единогласное решение             | ACA 138: Вагаев — Гаджидаудов    | 26 марта 2022 года   | 5     | 5:00  | Россия     | Уступил титул ACA в легчайшем весе              |  |
| Победа    | 18-2   | Даниэль де Альмейда               | Единогласное решение             | ACA 120: Фроес — Хасбулаев       | 26 марта 2021 года   | 5     | 5:00  | Бразилия   | Завоевал титул ACA в легчайшем весе             |  |
| Победа    | 17-2   | Родриго Прайа                     | КО (удар ногой с разворота)      | ACA 112: Жубилеу — Дудаев        | 4 октября 2020 года  | 1     | 1:12  | Бразилия   |                                                 |  |
| Победа    | 16-2   | Никита Чистяков                   | ТКО (удары локтями и руками)     | ACA 107: Емельяненко — Исмаилов  | 24 июля 2020 года    | 1     | 3:36  | Россия     |                                                 |  |
| Победа    | 15-2   | Жосиель Сильва                    | КО (лоу-кик)                     | ACA 100 Грозный                  | 4 октября 2019 года  | 2     | 2:18  | Бразилия   |                                                 |  |
| Поражение | 14-2   | Рожериу Бонторин                  | Раздельное решение               | UFC Fight Night 144              | 3 февраля 2019 года  | 3     | 3:00  | Бразилия   |                                                 |  |
| Поражение | 14-1   | Джон Морага                       | КО (удар)                        | UFC 216                          | 7 октября 2017 года  | 1     | 1:38  | США        |                                                 |  |
| Победа    | 14-0   | Джинел Лауса                      | Единогласное решение             | UFC 210                          | 8 апреля 2017 года   | 3     | 5:00  | США        | Дебют в UFC                                     |  |
| Победа    | 13-0   | Юнус Евлоев                       | Болевой (удушение сзади)         | WFCA 30 2016 WFC Akhmat GP Final | 4 октября 2016 года  | 2     | 0:40  | Россия     | Завоевал титул WFCA в наилегчайшем весе         |  |
| Победа    | 12-0   | Джованни да Сильва Сантос младший | ТКО (удары)                      | WFCA 22 — GP Akhmat              | 22 мая 2016 года     | 1     | 0:00  | Бразилия   |                                                 |  |
| Победа    | 11-0   | Ирмесон Кавальканте де Оливейра   | Единогласное решение             | WFCA 16 — GP Akhmat 2016         | 12 марта 2016 года   | 3     | 5:00  | Бразилия   |                                                 |  |
| Победа    | 10-0   | Донован Фрелоу                    | Единогласное решение             | WSOF 24                          | 17 октября 2015 года | 5     | 5:00  | США        | Бой за звание чемпиона WSOF в наилегчайшем весе |  |
| Победа    | 9-0    | Эдуардо Фелипе                    | КО (удар)                        | Грозная Битва                    | 14 марта 2015 года   | 3     | 1:30  | Бразилия   |                                                 |  |
| Победа    | 8-0    | Оливье Пастор                     | Единогласное решение             | ACB 10 — Coliseum Time           | 4 октября 2014 года  | 3     | 5:00  | Франция    |                                                 |  |
| Победа    | 7-0    | Саид Нурмагомедов                 | Единогласное решение             | ACB — GP Berkut 9                | 22 июня 2014 года    | 3     | 5:00  | Россия     | Завоевал титул ACB в легчайшем весе             |  |
| Победа    | 6-0    | Шамиль Шахбиев                    | Болевой (рычаг локтя)            | ACB — GP Berkut 7                | 18 мая 2014 года     | 1     | 0:50  | Россия     |                                                 |  |
| Победа    | 5-0    | Тэйлор Лэпилус                    | Единогласное решение             | GEFC — Urban Legend Prestige 4   | 12 октября 2013 года | 3     | 5:00  | Франция    | Завоевал титул GEFC в легчайшем весе            |  |
| Победа    | 4-0    | Микаэль Кангучев                  | Болевой (рычаг локтя)            | WUFC — 2013                      | 24 августа 2013 года | 1     | 3:37  | Франция    | Завоевал титул WUFC в легчайшем весе            |  |
| Победа    | 3-0    | Магомедрасул Омаров               | Болевой (удушение треугольником) | WUFC — 2013                      | 24 августа 2013 года | 1     | 3:08  | Россия     |                                                 |  |
| Победа    | 2-0    | Оскар Нэйв                        | Единогласное решение             | WUFC — 2013                      | 24 августа 2013 года | 2     | 5:00  | Португалия |                                                 |  |
| Победа    | 1-0    | Мохамед Садок                     | Болевой (рычаг локтя)            | GEFC — Urban Legend Prestige 2   | 8 июня 2013 года     | 1     | 3:36  | Франция    |                                                 |  |

## Награды
- Орден Кадырова (24 апреля 2017) — за заслуги в развитии физической культуры и спорта Чеченской Республики, спортивные достижения, получившие общественное признание